# José Arrau Barba
José Arrau Barba (Barcelona, 4 de mayo de 1802-Barcelona, 2 de enero de 1872) fue un pintor español y el restaurador catalán más importante del siglo XIX.

## Familia
Descendía de artistas, sus bisabuelo y abuelo fueron escultores y su padre José Arrau Estrada, fue pintor, discípulo de Pedro Pablo Montaña. La invasión francesa del 1808 obligó a sus padres a abandonar Barcelona y refugiarse en Reus donde el niño aprendió las primeras letras y empezó a dibujar. La familia regresó a Barcelona el 1814, y al año siguiente, en el Colegio Tridentino, Josep estudió dos cursos de gramática latina. A continuación empezó aprender pintura bajo la dirección de su padre, el cual le pudo enseñar durante poco tiempo, pues falleció el 23 de diciembre de 1817.

## Estudios

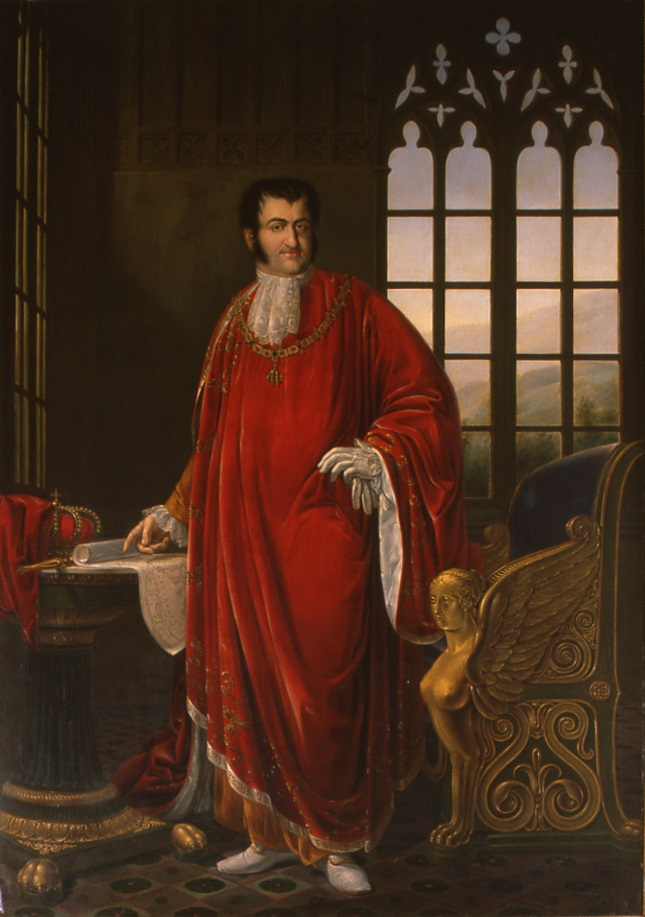
Retrato de Fernando VII (1833). Real Academia Catalana de Bellas Artes de San Jorge (inv. 212).

Continuó los estudios artísticos en la Escuela de la Lonja y también, en el taller del pintor Juan Carlos Anglés, donde, con Ignasi Palmerola, Antoni Falcó y Jaime Batlle como condiscípulos, dibujaba, pintaba y seguía los estudios de geometría, arquitectura, perspectiva, anatomía y proporción. Desde 1819 hasta el 1826 siguió constantemente los estudios en la Llotja, ganando los premios trimestrales y anuales y el tercero de pintura. También recibió lecciones del escultor Damià Campeny.
En el Colegio de Medicina, el curso 1824-1825, perfeccionó en él los estudios de anatomía y, durante los cursos 1826-1830, aprendió química, corriendo a su cargo, en los ejercicios del último año, la especialización de «teñidos y pintados de indianas, fabricación de colores para la pintura y restauración de obras pictóricas». En 1829 entró como profesor de dibujo en el colegio de las Escuelas Pías de Barcelona.
En 1831 viajó a Milán, donde recibió las lecciones de un profesor llamado Giuseppe Molteni. Empezó copiando obras de su nuevo maestro, pero pronto le fue permitida la copia del natural y la práctica de la restauración de pinturas en la que Molteni también se dedicaba. Durante el viaje de regreso en 1832, atravesó los Alpes, deteniéndose en Ginebra, Lyon, Burdeos, Toulouse y Perpiñán y llegó a Barcelona al cabo de un mes, instalando a continuación su taller en esta ciudad, donde expuso todo lo que había hecho en Milán, dedicándose principalmente a la pintura de retratos.

## Trabajos

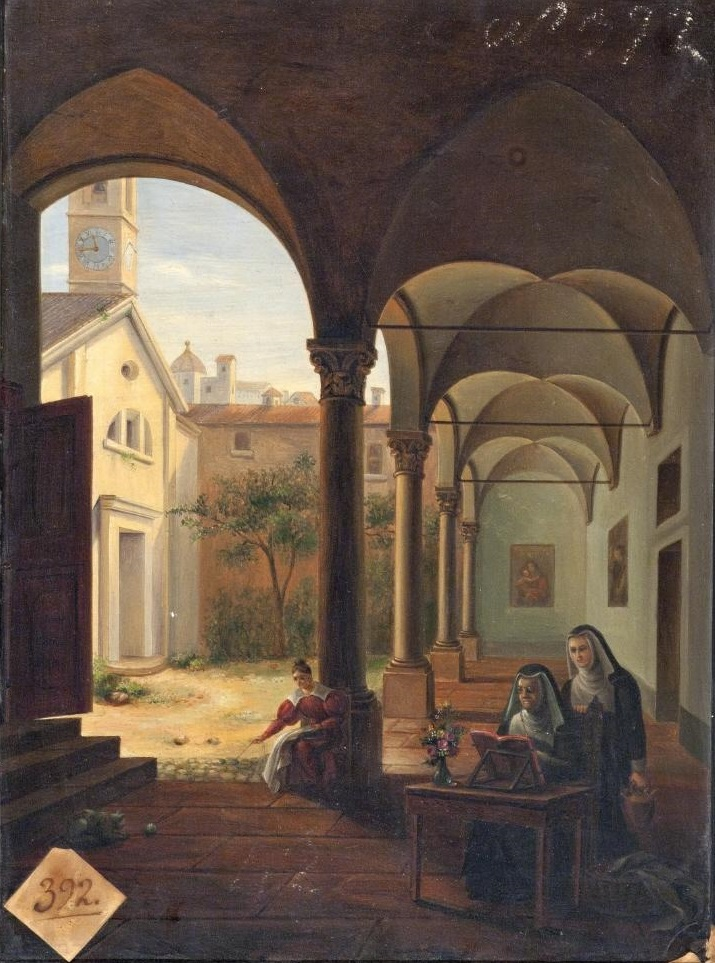
Claustro de un convento (1832). Real Academia de Bellas Artes de San Fernando, Madrid.

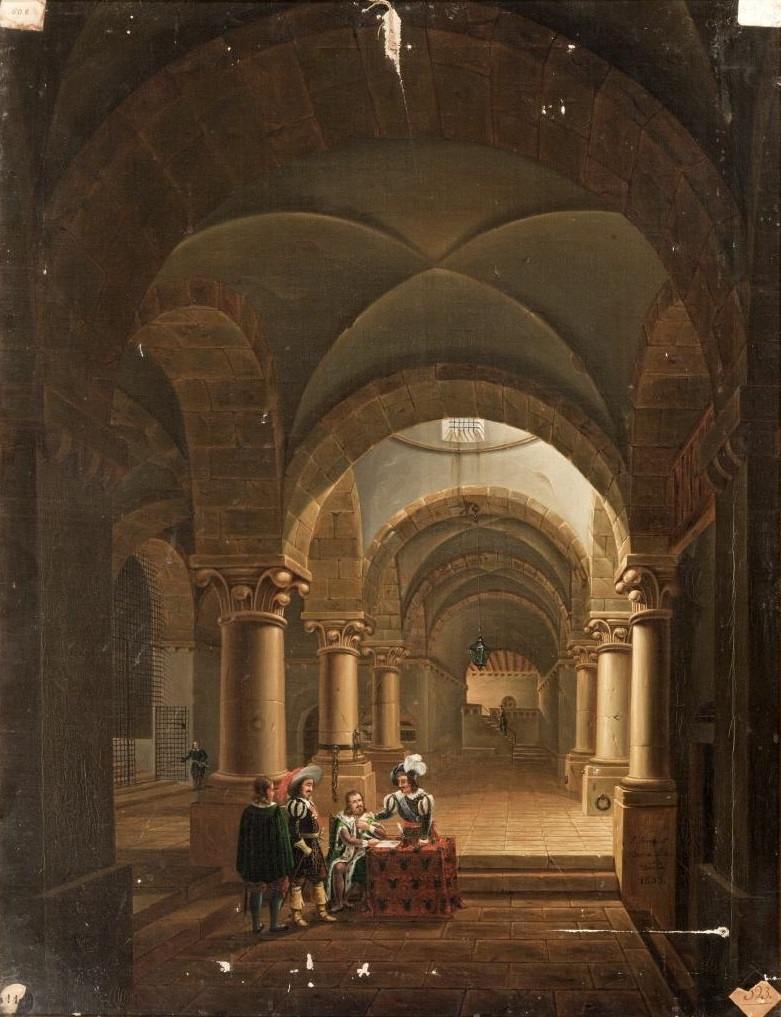
Escena en una prisión del siglo XVII (1883). Real Academia de Bellas Artes de San Fernando, Madrid.

Fue entonces cuando la Junta de Comercio le encargó la realización de un retrato del rey Fernando VII, vestido con traje de Gran Maestro de la Orden del Toisón de Oro que se conserva en la Real Academia Catalana de Bellas Artes de San Jorge. Para realizar los estudios sobre la indumentaria, fue a Madrid donde visitó personalidades entre las que se encontraban Buenaventura Carlos Aribau, el general Pastor, el pintor valenciano Vicente López Portaña, Sinibaldo de Mas, el barón de Corbera y Domènec Rouchi, mediante el cual pudo ser recibido, el 13 de enero de 1833, por la reina María Cristina, quien accedió a posar para Arrau.
Durante el año siguiente emprendió su segundo viaje a Italia, pasando por Marsella y Génova, se dirigió a Milán donde adquirió tratados de dibujo ornamental y modelos en yeso, compuso un plan de curso elemental en dieciséis lecciones. De regreso a Barcelona, visitó Aix, Nimes y Montpellier. En agosto de 1837 emprendió un viaje a Valencia para estudiar las obras de los pintores valencianos, y, de vuelta, se detuvo a Tarragona, para conocer los monumentos de esa ciudad.
Entre 1834 y 1866 presentó varias memorias a la Academia de Ciencias y Artes de Barcelona –de la que, en 1866, se convertiría en presidente– sobre temas relacionados con la historia del arte, ciencias naturales, o sobre las teorías de Michel Eugène Chevreul, la evolución del daguerrotipo, etc. Fue uno de los introductores de la pintura romántica en Cataluña: su estilo academicista lo expresó preferentemente en el género del retrato.
Algunas de sus obras más destacadas son los retratos de Damià Campeny, el de Francisco Barret y Druet en el Museo Nacional de Arte de Cataluña, y su autorretrato, propiedad de la Real Academia Catalana de Bellas Artes de San Jorge que se encuentra depositado en el MNAC. Destaca asimismo el uso que hace de la luz en el retrato de Joan Agell (Barcelona, Academia de Ciencias y Artes).
En lo que se refiere a la restauración de pinturas, los criterios y métodos que José Arrau implantó son principalmente de procedencia italiana, sobre todo a partir de su primera estancia en Milán. Se iniciaba así la influencia que tendrá más adelante en Cataluña la escuela de restauración italiana, y que se ha mantenido hasta nuestros días.
El Archivo Histórico de la Ciudad de Barcelona conserva una parte del fondo personal de Josep Arrau i Barba.